# Sternarchella
Sternarchella és un gènere de peixos pertanyent a la família dels apteronòtids.

## Distribució geogràfica
Es troba a Sud-amèrica.

## Taxonomia
- Sternarchella curvioperculata (Godoy, 1968)[3]
- Sternarchella orthos (Mago-Leccia, 1994)[4]
- Sternarchella schotti (Steindachner, 1868)[5]
- Sternarchella sima (Starks, 1913)[6]
- Sternarchella terminalis (Eigenmann & Allen, 1942)[7][8][9][10][11][12][13]